# Клюквинське сільське поселення
Клю́квинське сільське поселення (рос. Клюквинское сельское поселение) — сільське поселення у складі Верхньокетського району Томської області Росії.
Адміністративний центр та єдиний населений пункт — селище Клюквинка.
Населення сільського поселення становить 1229 осіб (2019; 1462 у 2010, 1510 у 2002).